# Bryan Róchez
Bryan Róchez est un footballeur international hondurien né le 1er janvier 1995 à Tegucigalpa. Il évolue au poste d'attaquant avec l'UD Leiria, en prêt de Portimonense SC.

## Biographie

### En club
Bryan Róchez fait ses débuts en club au Real España en première division hondurienne en 2012. Durant la saison 2012-2013, il inscrit vingt buts, finissant deuxième meilleur buteur du championnat.
Le 8 décembre 2014, Bryan Róchez signe à seulement dix-neuf ans un contrat de joueur désigné en MLS pour la première saison du Orlando City SC dans cette ligue. Il joue dans cette équipe au côté de Kaká notamment. Il marque son premier but le 15 septembre 2015 lors d'une victoire face à Kansas City (3-1).
Jouant peu en équipe première, il est envoyé en équipe réserve en mars 2016 avant d'être prêté au Real España au début de la saison 2016-2017. Signant le 27 mars 2017 à Atlanta United, il ne porte pourtant jamais le maillot de la franchise géorgienne et connait un nouveau transfert en août 2017. Le 22 août 2017, il est transféré au CD Nacional, le club de Madère évoluant en deuxième division portugaise où il joue quinze rencontres lors de sa première saison, inscrivant six buts etcontribuant ainsi au titre de champion cette saison-là. Il s'impose dans cette équipe disputant trente-et-un puis vingt matchs les saisons suivantes.

### En sélection nationale
Au cours de la saison 2012-2013, il est appelé en sélection avec l'équipe nationale des moins de 20 ans et remporte la médaille d'or des Jeux d'Amérique centrale, qui se déroule au Costa Rica. Toujours avec cette sélection, il fait partie du groupe hondurien pour la Coupe du monde de football des moins de 20 ans 2015 en Nouvelle-Zélande, inscrivant deux buts dans la compétition. Appelé en sélection chez les A pour la première fois pour la Copa Centroamericana 2014, il connait sa première cape en entrant en jeu face au Belize le 9 septembre 2014. Il n'est pourtant pas retenu pour disputer la Coupe du monde de football 2014 au Brésil.

## Palmarès

### En club
| CD Nacional - Championnat du Portugal D2 - Champion en 2018 - Champion en 2020 |

### En sélection
| Honduras -20 ans - Jeux d'Amérique centrale et des Caraïbes - Vainqueur en 2013 |